# Cestonionerva latigena
Cestonionerva latigena är en tvåvingeart som beskrevs av Villeneuve 1939. Cestonionerva latigena ingår i släktet Cestonionerva och familjen parasitflugor. Inga underarter finns listade i Catalogue of Life.